# 林漢德
林漢德，中華民國足球及籃球雙棲選手，菲律賓華僑。於1957年首次代表菲律賓電光足球隊赴台灣比賽，也曾代表菲華足球隊、南星足球隊、菲華籃球隊、群生籃球隊及菲律賓亞瑪斯哥籃球隊等赴台比賽。另外國際賽事上，他於1963年獲選為第二屆亞洲杯中華民國男子籃球代表隊第二候補球員，於1967年則代表中華民國足球代表隊出戰金鍾泌杯。
其兄林漢忠也是籃球選手，1963年時與他一同入選亞洲杯準國手名單。